# Єпископат Польської православної церкви

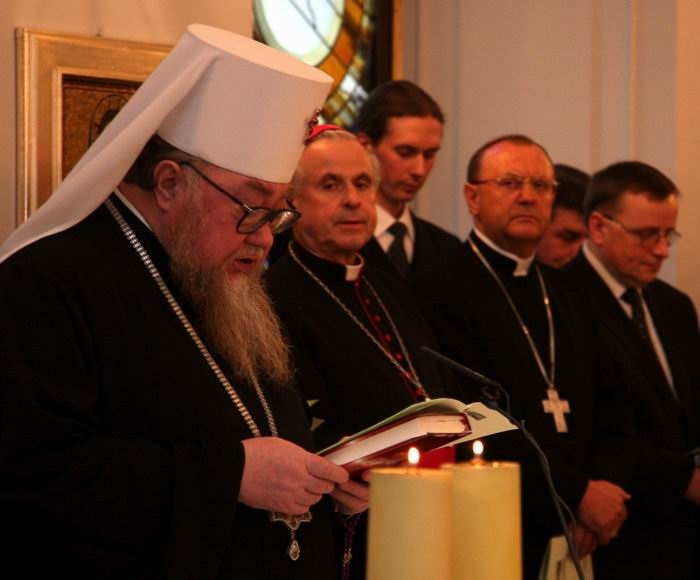
Митрополит Варшавський і всієї Польщі Савва (Грицуняк).

Єпископат Православної церкви Польщі станом на 27 березня 2019 року нараховує 12 архієреїв, серед них 7 правлячих (у тому числі предстоятель Церкви — митрополит Варшавський і всієї Польщі) та 5 вікарних.

## Чинні єпископи
| №  | Архієрей                     | Архієрей    | Архієрей                                             | Хіротонія         | Хіротонія        | Статус       |
| №  | Ім'я                         | Сан         | Титул                                                | Дата              | Предстоятельство | Статус       |
| -- | ---------------------------- | ----------- | ---------------------------------------------------- | ----------------- | ---------------- | ------------ |
| 1  | Савва (Грицуняк)             | митрополит  | Варшавський і всієї Польщі                           | 25 листопада 1979 | Василій          | предстоятель |
| 2  | Авель (Поплавський)          | архієпископ | Люблінський і Холмський                              | 25 березня 1989   | Василій          | правлячий    |
| 3  | Хризостом (Муніз Фрейре)     | архієпископ | Ріо-де-Жанейрський і Олінда-Ресифський               | 15 грудня 1991    | Василій          | правлячий    |
| 4  | Яків (Костючук)              | архієпископ | Білостоцький і Ґданський                             | 11 травня 1998    | Савва            | правлячий    |
| 5  | Георгій (Паньковський)       | архієпископ | Вроцлавський і Щецінський                            | 28 січня 2007     | Савва            | правлячий    |
| 6  | Паїсій (Мартинюк)            | архієпископ | Перемиський і Горлицький                             | 13 квітня 2007    | Савва            | правлячий    |
| 7  | Афанасій (Нос)               | єпископ     | Лодзький і Познанський                               | 24 вересня 2017   | Савва            | правлячий    |
| 8  | Григорій (Харкевич)          | архієпископ | Більський, вікарій Варшавсько-Більської єпархії      | 12 травня 1998    | Савва            | вікарій      |
| 9  | Амвросій (де Альмейда Кубас) | єпископ     | Ресифський, вікарій Ріо-де-Жанейрської єпархії       | 20 червня 1998    | Савва            | вікарій      |
| 10 | Павло (Токаюк)               | єпископ     | Гайновський, вікарій Варшавсько-Більської єпархії    | 25 вересня 2017   | Савва            | вікарій      |
| 11 | Андрій (Борковський)         | єпископ     | Супрасльський, вікарій Білостоцько-Ґданської єпархії | 27 вересня 2017   | Савва            | вікарій      |
| 12 | Варсонофій (Дорошкевич)      | єпископ     | Сім’ятицький, вікарій Варшавсько-Більської єпархії   | 8 жовтня 2017     | Савва            | вікарій      |